# Nephelium chryseum
Nephelium chryseum là một loài thực vật có hoa trong chi Chôm chôm Nephelium. Loài này được Blume mô tả khoa học đầu tiên năm 1847.